# Osieck
Osieck is een stad in het Poolse woiwodschap Mazovië, in het district Otwocki. De plaats maakt deel uit van de gemeente Osieck en telt 920 inwoners.

## Verkeer en vervoer
- Station Osieck